# Aspidorhynchiformes
Gli aspidorinchiformi (Aspidorhynchiformes) sono un gruppo di pesci ossei estinti, vicini all'origine dei teleostei. Vissero tra il Giurassico medio e il Cretaceo superiore (circa 168 - 66 milioni di anni fa) e i loro resti fossili sono stati ritrovati in tutti i continenti, Antartide compreso.

## Descrizione
Questi pesci erano caratterizzati da un corpo allungato e slanciato, ma soprattutto dalla presenza di un rostro formato dal dermetmoide e dalle premascelle; il rostro era allungato e appuntito, e sovrastava la mandibola per allungarsi anteriormente. In alcune forme (Aspidorhynchus) il rostro era piuttosto allungato, mentre in altre (Belonostomus) raggiungeva lunghezze considerevoli; in altre ancora (Vinctifer) era piuttosto corto e infine in Richmondichthys era pressoché assente. Oltre a queste caratteristiche, gli aspidorinchiformi possedevano un osso predentale mediano, e i fianchi del loro corpo erano ricoperti da scaglie molto alte e strette anteroposteriormente, la cui superficie esterna era solitamente ricoperta da uno spesso strato di ganoina (con l'eccezione di Aspidorhynchus, le cui scaglie ne erano prive).
Il tipo di scaglie negli aspidorinchiformi è peculiare e si distinguono morfologicamente tre gruppi di serie longitudinali di scaglie: le scaglie dorsali, quelle laterali e quelle ventrali. Le scaglie dorsali sono costituite da una fila mediana di elementi a forma di pera, allineate lungo la linea mediana dorsale, seguite lateralmente e ventralmente da un numero variabile di file longitudinali di scaglie dorsali più o meno quadrangolari. Le scaglie laterali sono costituite da tre file longitudinali di profondi elementi rettangolari, mentre quelle ventrali sono costituite da più file longitudinali di basse scaglie rettangolari che ricoprono il ventre del pesce. Tra le tre file longitudinali di scaglie laterali, la fila più dorsale comprende la linea laterale e le scaglie nella fila centrale sono generalmente le più profonde.

## Classificazione
L'ordine degli Aspidorhynchiformes venne istituito da Bleeker nel 1859, per accogliere alcune specie di pesci dal corpo allungato e dal rostro appuntito, tipici del Giurassico e del Cretaceo; da alcuni considerati affini ai cosiddetti "pesci ganoidi" arcaici, un tempo classificati tra i paleonisciformi, gli aspidorinchiformi sembrerebbero invece essere molto vicini ai teleostei, il gruppo di pesci ossei più diversificato e più diffuso attualmente. Affini agli aspidorinchiformi sembrerebbero essere stati i pachicormiformi (Pachycormiformes), anch'essi del Giurassico e del Cretaceo; questi due gruppi sono considerati parte di un clade noto come Aspidorhynchei, considerato il più basale tra i Neopterygii e vicino ai teleostei.
Gli aspidorinchiformi comprendono alcune forme di incerta classificazione, come l'enigmatico Richmondichthys dell'Australia, e la famiglia Aspidorhynchidae, comprendente i ben noti Aspidorhynchus e Belonostomus e forse Vinctifer. Sono noti aspidorinchiformi provenienti da terreni del Giurassico medio, attribuibili al genere Aspidorhynchus, ma probabilmente questo gruppo si originò almeno nel Giurassico inferiore; gli ultimi aspidorinchiformi noti (Belonostomus tenuirostris) provengono dalla fine del Cretaceo. Vi sono alcuni fossili dubbiamente considerati del Paleocene inferiore nordamericano, ma è probabile che questi resti siano attribuibili a terreni del Cretaceo.
- Ordine †Aspidorhynchiformes Bleeker 1859 [Aspidorhynchida; Aspidorhynchoidei Bleeker 1859]
  - †Jonoichthys Gouiric-Cavalli 2015
  - †Ophirachis Costa 1854
  - †Platycerhynchus Costa 1864
  - †Pseudovinctifer Arratia 2015
  - †Richmondichthys Bartholomai 2004
  - Famiglia †Aspidorhynchidae Bleeker 1859 [Vinctiferidae Silva Santos 1990; Diphyodontidae Jordan 1923]
    - †Aspidorhynchus Agassiz 1833 non Fitzinger 1843
    - †Belonostomus Agassiz 1834 [Dichelospondylus Costa 1856; Hemirhynchus Kner 1867 non Agassiz 1844 non Hodgson 1843; Diphyodus Lambe 1902]
    - †Vinctifer Jordan 1920

## Paleoecologia
Gli aspidorinchiformi, grazie al loro corpo slanciato e alla disposizione delle pinne particolarmente arretrate, sembrerebbero essere stati veloci e agili pesci; solitamente erano predatori dotati di denti aguzzi, anche se alcune forme come l'insolito Richmondichthys potrebbero essere state planctivore.